# Base Naval Mar del Plata
La Base Naval Mar del Plata (BNMP), fundada en 1926, es una base naval de la Armada Argentina con asiento en Mar del Plata. Es la base naval de la Fuerza de Submarinos, la División Patrullado Marítimo y el Área Naval Atlántica.

## Importancia estratégica
Argentina cuenta con casi 4500 kilómetros de litoral marítimo y el mar argentino duplica, casi en superficie, a su extensión continental e insular, pero sus aguas y geografía no han facilitado extender la instalación de puertos a lo largo de todo ese litoral. Desde Viedma hacia el sur, llegando a Ushuaia, la amplitud de las mareas llega casi a los 14 metros.
De allí la importancia estratégica de la Base Naval Mar del Plata y la Base Naval Puerto Belgrano (Punta Alta) para la custodia y defensa del sector bonaerense y patagónico fueguino.

## Historia
La estratégica posición del hoy llamado Cabo Corrientes poseía ya un capítulo en la tradición naval de la historia grande de libertad e independencia de la República Argentina. Frente a estas costas el día 30 de octubre de 1826 el entonces jefe de la Escuadra Nacional, almirante Guillermo Brown, en cumplimiento de las órdenes impartidas por el Gobierno nacional, reúne a su escuadra con la corbeta Chacabuco comprada a Chile y se dirige resuelto, junto a Tomás Espora y Leonardo Rosales hacia el río Uruguay y frente a la isla del Juncal el 8 de febrero de 1827 vence a las fuerzas navales brasileñas al mando del comandante Senna Pereyra, quien rindió su espada al capitán Francisco Seguí. El capitán D. José Pezzolo en 1845 efectuó las primeras observaciones y cálculos para la construcción del puerto en la ensenada de la Estancia Laguna de los Padres.
En 1874 se instala el primer médico en la zona, Guillermo Bay Ley proveniente de la Armada y doce años después, el primer farmacéutico, Hilario Amoedo, también oficial de la Armada.[cita requerida]
En 1898 el presidente Julio Argentino Roca dispuso que desfilen 47 buques frente a las costas marplatenses. En 1891 se inauguró el faro de Punta Mogotes, siendo director de la obra el capitán de fragata Alfredo P. Iglesias, designándose capitán del faro a Müller.
En 1897 se instala el laboratorio marítimo a cargo de la Armada. Entre los años 1914/15 el capitán de fragata Vicente Ferrer, fue integrante de la subcomisión que efectuó sondajes y estudios del litoral marítimo de la Provincia de Buenos Aires.
El 1 de diciembre de 1924 se entregaron en Mar del Plata las alas a los pilotos aviadores navales y pilotos de hidroaviones, egresados del primer curso de la Escuela de Aviación Naval.
Todos estos antecedentes, sumados a la pujanza y modernidad de la ciudad de Mar del Plata, junto a la necesidad de dotar a la Armada Argentina de un arma decididamente estratégica y proveerla de un apostadero y facilidades operativas, fueron los factores que alentaron al entonces Ministro de Marina, Manuel Domeq García para gestionar y obtener la Ley N.º 11 378 sancionada el 29 de septiembre de 1926, por la que se autorizaba a la compra de dos grupos de tres submarinos y la construcción de la infraestructura necesaria, en las tierras pertenecientes al gobierno, aledañas al Puerto de Mar del Plata.[cita requerida] El 5 de octubre de ese mismo año, se efectiviza la presencia de personal de la Armada en la ciudad.
Esta Ley fue la que dio origen a la Base Naval Mar del Plata y al Comando de la Fuerza de Submarinos (COFS).
La empresa que tuvo la responsabilidad de convertir en realidad tan ansiado proyecto fue la Compañía de Trabajos Públicos de París y el 12 de febrero de 1928 a las 16 horas con la presencia del entonces presidente de la República Marcelo T. de Alvear y del propio Ministro de Marina, Manuel Domeq García se inauguró el muro de atraque de la Dársena de Submarinos.

### Episodio de avistaje del submarino U-530
El 30 de abril de 1945 los submarinos alemanes, reciben la orden de estar preparados para la Regenbogen (Arco Iris, la señal acordada para el autohundimiento). Y el 4 de mayo reciben la contraorden, confirmada el 8 de mayo de 1945, cuando las fuerzas alemanas dejan de combatir.

#### Minuta de comunicación
El primer militar en visualizar el submarino U-530 en la ciudad de Mar del Plata, fue el conscripto Antonio Marino (Dolores, provincia de Buenos Aires, Argentina, 9 de octubre de 1924) y que cumplía allí su servicio militar obligatorio de dos años.
En la mañana del 10 de julio de 1945, un día después del desfile del 9 de julio "Día de la Independencia Argentina"- y jura a la Bandera Argentina, Marino se hallaba cebando unos mates en la torreta del acorazado ARA Belgrano, apostado en lo que tiempo después sería la Base Naval Mar del Plata, al guardia de turno. 
Cabe destacar que los soldados conscriptos de Marina cumplían con su servicio dentro del acorazado ya que por aquel entonces no existía la Base como tal. 
En un momento Antonio Marino, cuyo trabajo como conscripto era ser el chofer del capitán Francisco Manrique, exclama ¡Un submarino alemán!. 
El guardia no le cree, ya que era muy común la entrada de barcos pesqueros a esa hora y la broma del "submarino alemán" se hacía cotidianamente entre los conscriptos. 
Luego de insistir sin respuesta Marino lo toma de la ropa y le coloca el largavistas en sus ojos para demostrar lo que había dicho. Inmediatamente Marino corre a despertar al capitán Manrique quien le dice: "Marino, si esto es una broma usted va al calabozo…".
A los pocos días Manrique y su chofer Marino paseaban al capitán Otto Wermuth por Mar del Plata en un automóvil oficial de la Armada.
Al rendirse a las 7.00 de ese día, toda arma fue arrojada al mar, siendo falso que el submarino estuviera armado, de hecho no tenía un solo proyectil a bordo pero sí mucha comida que los conscriptos disfrutaban por la noche abriendo latas de dulces y demás.
Siempre se sospechó que Wermuth, por su extrema juventud, no era el verdadero comandante de la nave, pues por aquel entonces se encontraban decenas de botes de goma alemanes a lo largo de toda la costa marplatense y adyacentes.
En este marco doctrinal, las Fuerzas Armadas constituían instancias básicas del desarrollo nacional,
adjudicándoles tareas productivas de envergadura en el área siderúrgica y petroquímica. Perón consciente de la vulnerabilidad argentina en materia de defensa nacional. Para ello bajo la orientación del general Manuel Savio, la base recibió un sostenido impulso, posteriormente en el marco del denominado Primer Plan Quinquenal (1947-1952), fue notable el grado de reequipamiento sostenido que tuvo Armada Argentina y la base en especial,  mediante la incorporación de submarinos, la modernización organizativa y la adquisición de nuevos sistemas de patrullaje marítimo, alcanzó un amplio despliegue territorial.

### Centro clandestino de detención
Durante la última dictadura en Argentina, funcionó en la base un Centro clandestino de detención. Llegó a contar con un baño, sala de torturas y celdas.
 posteriormente se inauguraría una señalización compuesta por tres pilares de tres metros y medio de altura que representan la Memoria, la Verdad y la Justicia para indicar que allí funcionó un CCD.
Fueron juzgados doce imputados por crímenes de lesa humanidad en perjuicio de 69 víctimas en los centros clandestinos de detención que funcionaron en la Base Naval de Mar del Plata, en la Escuela de Suboficiales de Infantería de Marina y en la sede de la Prefectura Naval.
El 15 de febrero de 2013 se dictó sentencia por la que fueron condenados a la pena de prisión perpetua Alfredo Manuel Arrillaga, Juan José Lombardo, Raúl Alberto Marino, Roberto Pertusio, Rafael Alberto Guiñazú, José Omar Lodigiani y Mario José Osvaldo Forbice; de 25 años de prisión a Justo Alberto Ignacio Ortiz, de 14 años Juan Eduardo Mosqueda y Julio Falke, 12 años Ángel Narciso Racedo; 10 años Ariel Macedonio Silva, y 3 años para Juan Carlos Guyot.

## Actualidad
La Armada Argentina, eligió a la Base Naval Mar del Plata para el asentamiento del Comando del Área Naval Atlántica (ANAT) cuya jurisdicción se extiende desde Punta Indio (Provincia de Buenos Aires) a Comodoro Rivadavia (Provincia de Chubut). Este redespliegue significó un importante aumento de la presencia de buques que tienen su apostadero en esta Base. Entre ellos se destacan los que constituyen la División Patrullado Marítimo (DVPM) que son los que proveen los medios primarios para un permanente ejercicio del control del mar y la protección del patrimonio de los argentinos en él.[cita requerida]
La BNMP ha sido a lo largo de más de 80 años, cuna del Comando de la Fuerza de Submarinos (COFS), que por su alto contenido estratégico sigue siendo un componente del Comando de Operaciones Navales (COON) del que depende orgánicamente y mantiene con el Comando del Área una dependencia de carácter funcional. La otra organización de alto valor estratégico que tiene su asiento en esta Base es la Agrupación de Buzos Tácticos (ANBT) (creada en 1952) que junto a la Fuerza de Submarinos y a las Corbetas del Comando de la División Patrullado Marítimo (DVPM), contribuyen a la tarea de la Armada que es la proyección del poder marítimo argentino.
La creación del Área Naval Atlántica (ANAT), con asiento en la Base Naval Mar del Plata, las instalaciones de la Base Naval fueron dotadas de 2 baterías costeras con misiles Exocet.[cita requerida]
La base naval cuenta además con servicio de extinción de incendios, el cual en 2013 adquirió un camión de última generación fabricado por ARD. Ese mismo año fue incorporado el Buque Oceanográfico Austral, utilizado para las investigaciones científicas, con diversas grúas, incluyendo una grúa central que puede levantar hasta 15 toneladas, y un larguero de cola, que puede pivotar alrededor de 125°. Además, posee sonares y escondas con fines científicos,18 laboratorios y salas de trabajo para científicos. En 2014 fue lanzada la Iniciativa Pampa Azul, que reúne a diferentes carteras nacionales a partir de la cual se desarrollarán investigaciones en el Mar Argentino para incrementar el conocimiento científico como fundamento para la conservación y manejo de los recursos naturales, innovaciones tecnológicas aplicables a la explotación sustentable de recursos naturales y al desarrollo de las industrias vinculadas al mar, focalizadas en 5 áreas definidas como prioritarias: Banco Namuncurá-Burdwood, Agujero Azul en el Talud Continental, Golfo San Jorge, estuarios bonaerenses y patagónicos y áreas marinas subantárticas, que incluyen a las Islas Georgias del Sur y Sandwich del Sur.

## Medios
Los medios con apostadero en esta base naval (2025):
| Unidad                              | Siglas |
| Comando de la Fuerza de Submarinos  | COFS   |
| ----------------------------------- | ------ |
| Submarino ARA Salta                 | SUSA   |
| Escuela de Submarinos               | ESSU   |
| División Patrullado Marítimo        | DVPM   |
| Patrullero oceánico ARA Bouchard    | POBO   |
| Patrullero oceánico ARA Piedrabuena | POPA   |
| Patrullero oceánico ARA Storni      | POST   |
| Patrullero oceánico ARA CL Cordero  | POCO   |
| Aviso ARA Bahía Agradable           | AVBA   |
| Lancha patrullera ARA Punta Mogotes | LPPM   |
| Agrupación Naval Hidrográfica       | APHI   |
| Hidrográfico ARA Puerto Deseado     | BHPD   |
| Hidrográfico ARA Comodoro Rivadavia | BHCR   |